# Etničke grupe Istočnog Timora
Etničke grupe Istočnog Timora: 1,155,000 (UN Country Population; 2007); 23 naroda.
- Adabe, 2,000
- Atoni 21,000
- Baikeno 28,000
- Bunak, 90,000
- Dagoda 48,000
- Galoli 99,000
- Habu 2,000
- Hakka, 5,100
- Idate 9,900
- Indonežani 26,000
- Javanci 15,000
- Kairui-Midik 3,100
- Kemak 99,000
- Lakalei 9,900
- Makasai 112,000
- Maku'a 60
- Mambai 158,000
- Naueti 2,000
- Portugalci 1,000
- Tetum 164,000
- Tetum Prasa 68,000
- Tokode 101,000
- Waimaha (Waima'a) 4,700

## Vanjske poveznice
- East Timor